# 斜嘴骨圓盤魚
斜嘴骨圓盤魚，是輻鰭魚綱鮋形目杜父魚亞目獅子魚科的其中一種，為深海魚類，分布於西南太平洋紐西蘭東南部海域，棲息深度2786-2821公尺，體長可達4公分，棲息在底層水域，生活習性不明。

## 擴展閱讀
維基物種上的相關：斜嘴骨圓盤魚